# Ipolygalsa
Ipolygalsa (szlovákul: Holiša) község Szlovákiában, a Besztercebányai kerületben, a Losonci járásban.

## Fekvése
Losonctól 7 km-re kelet-délkeletre, a 71-es úttól 1 km-re északra, az Ipoly jobb partján fekszik.

## Története
A mai község területén a bronzkorban a pilinyi kultúra települése állt.
A mai falut 1246-ban "Galsa" néven említik először, a Losonczy család birtokolta. 1554 és 1594 között a török hódoltság része. A török alóli felszabadulás után a Forgách családé, majd a Koháry és a Coburg család birtoka. 1828-ban 56 házában 553 lakos élt. Lakói főként mezőgazdasággal foglalkoztak.
Vályi András szerint "GALSA. Népes magyar falu Nográd Vármegyében, földes Ura Gróf Koháry Uraság, lakosai katolikusok, fekszik Fülek Városától 3/4 mértföldnyire, határja középszerű, tulajdonságai hasonlók Alsó Ludányhoz, igen jó malma vagyon az Ipoly vizén, második Osztálybéli."
Fényes Elek szerint "Galsa, magyar falu, Nógrád vármegyében, 523 kath. lak., és paroch. templommal. Földje, rétje igen hasznos; malma is van, az Ipoly vizén. F. u. h. Coburg. Ut. p. Zelene"
A trianoni békeszerződésig területe Nógrád vármegye Füleki járásához tartozott. 1920 után Csehszlovákia része volt, majd 1938 és 1944 között újra Magyarországhoz tartozott.

## Népessége
| Év:            | 1994. | 2004.    | 2014.   | 2024.   |
| -------------- | ----- | -------- | ------- | ------- |
| Emberek száma: | 514   | 626      | 672     | 671     |
| Eltérés:       |       | +21,78 % | +7,34 % | -0,14 % |

| Év:            | 2023. | 2024.   |
| -------------- | ----- | ------- |
| Emberek száma: | 649   | 671     |
| Eltérés:       |       | +3,38 % |

1880-ban 488 lakosából 452 magyar és 4 szlovák anyanyelvű volt.
1890-ben 510 lakosából 503 magyar és 7 szlovák anyanyelvű volt.
1900-ban 552 lakosából 534 magyar és 18 szlovák anyanyelvű volt.
1910-ben 536 lakosa mind magyar anyanyelvű volt.
1921-ben 476 lakosából 399 magyar, 27 csehszlovák, 3 német, 2 zsidó, 6 külföldi és 39 egyéb nemzetiségű volt.
1930-ban 561 lakosából 456 magyar, 56 csehszlovák, 35 egyéb nemzetiségű és 14 állampolgárság nélküli volt. Ebből 523 római katolikus, 25 evangélikus, 12 görög katolikus és 1 református vallású volt.
1941-ben 574 lakosából 544 magyar és 28 szlovák volt.
1970-ben 659 lakosából 434 magyar és 223 szlovák volt.
1980-ban 620 lakosából 409 magyar és 208 szlovák volt.
1991-ben 512 lakosából 340 magyar és 164 szlovák volt.
2001-ben 557 lakosából 310 magyar és 212 szlovák.
2011-ben 689 lakosából 317 magyar és 313 szlovák.

## Neves személyek
- Itt született 1861-ben Neogrády Antal festő, főiskolai tanár.
- Itt született 1916. január 11-én Magyar Ferenc újságíró, lapszerkesztő, a második világháború utáni magyar katolikus sajtó meghatározó alakja, az Új Ember című katolikus hetilap főszerkesztője, a Magyar Újságírók Szövetsége egyházi lapok szakosztályának elnöke.

## Nevezetességei

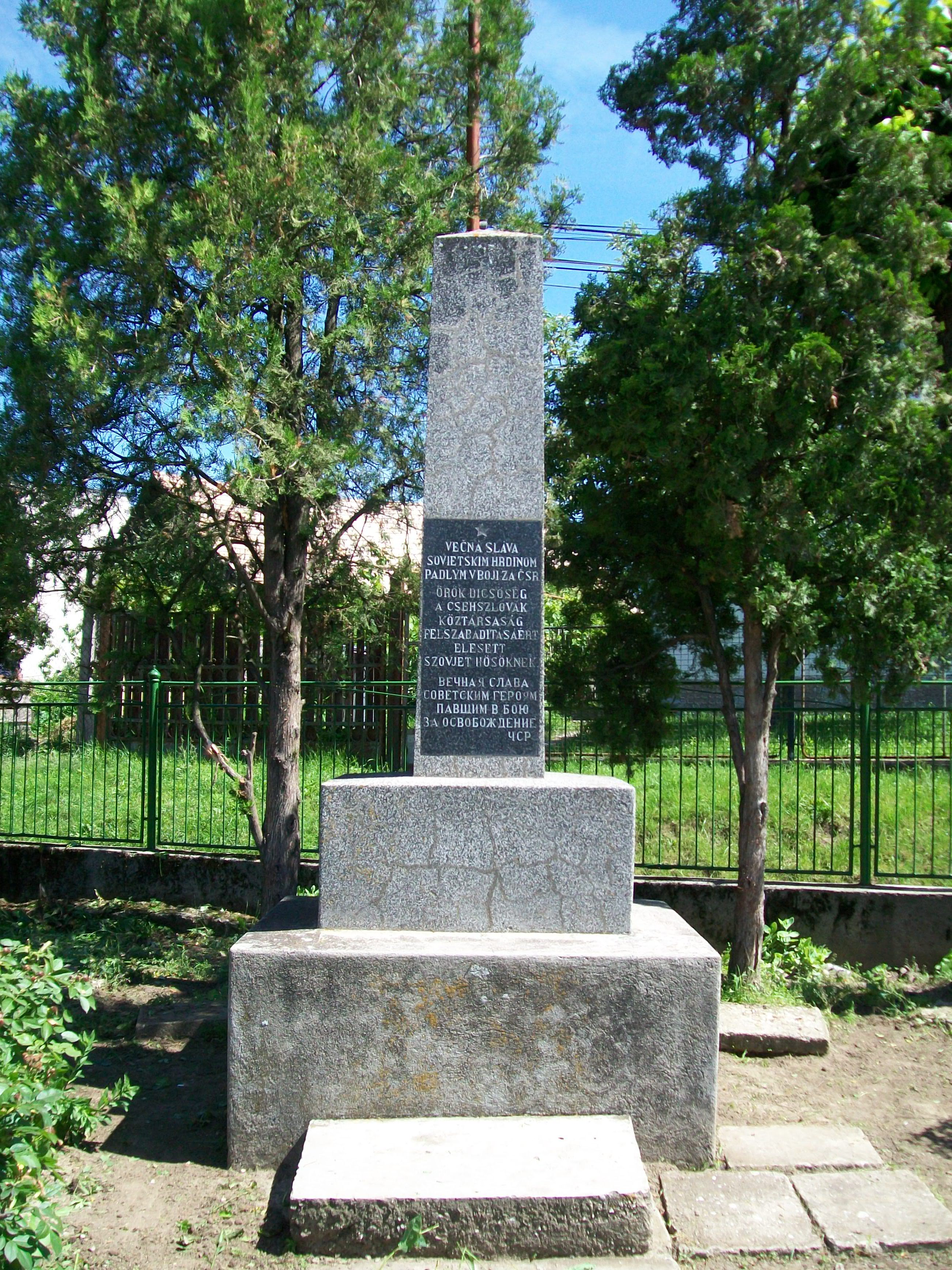
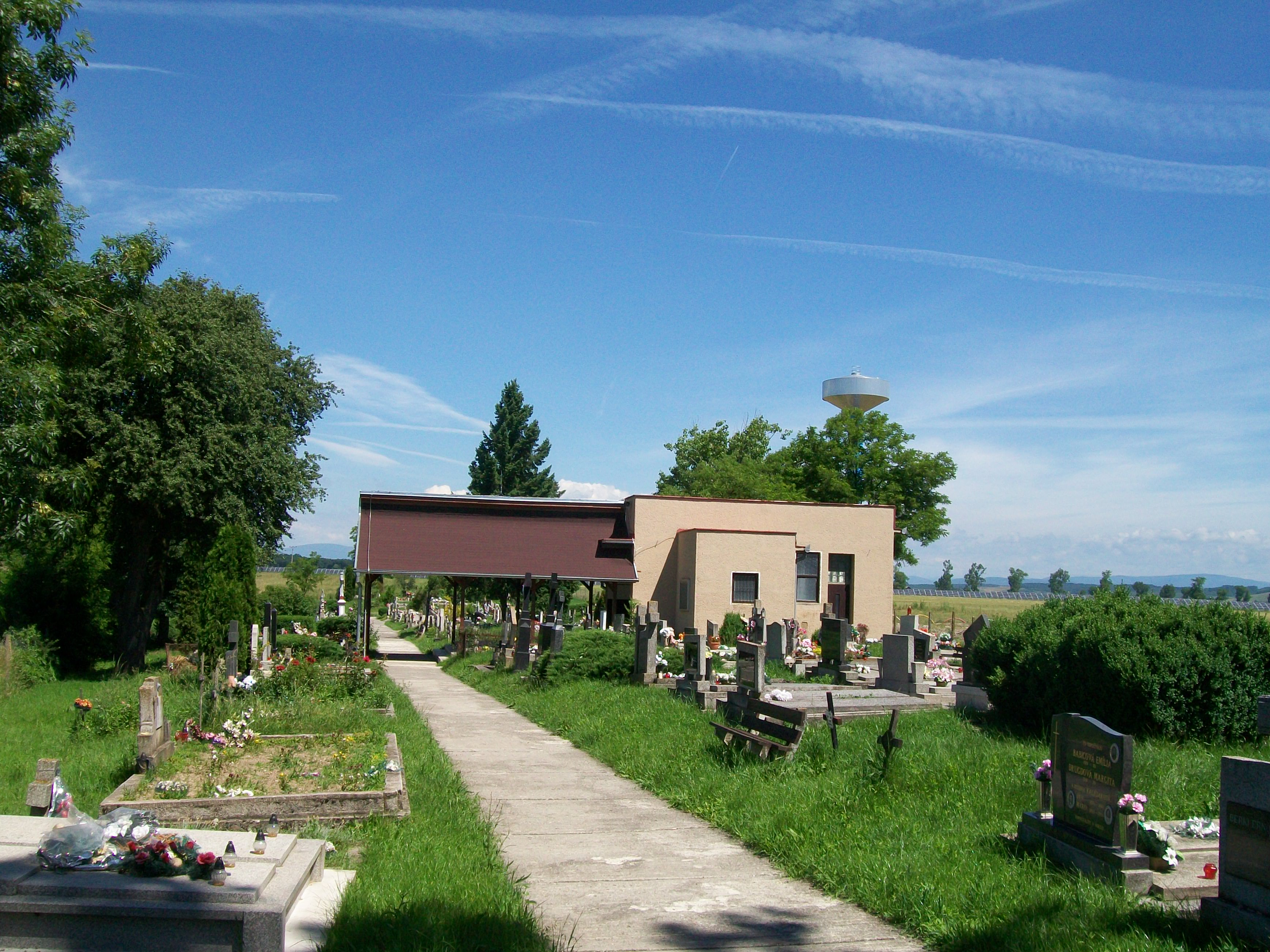
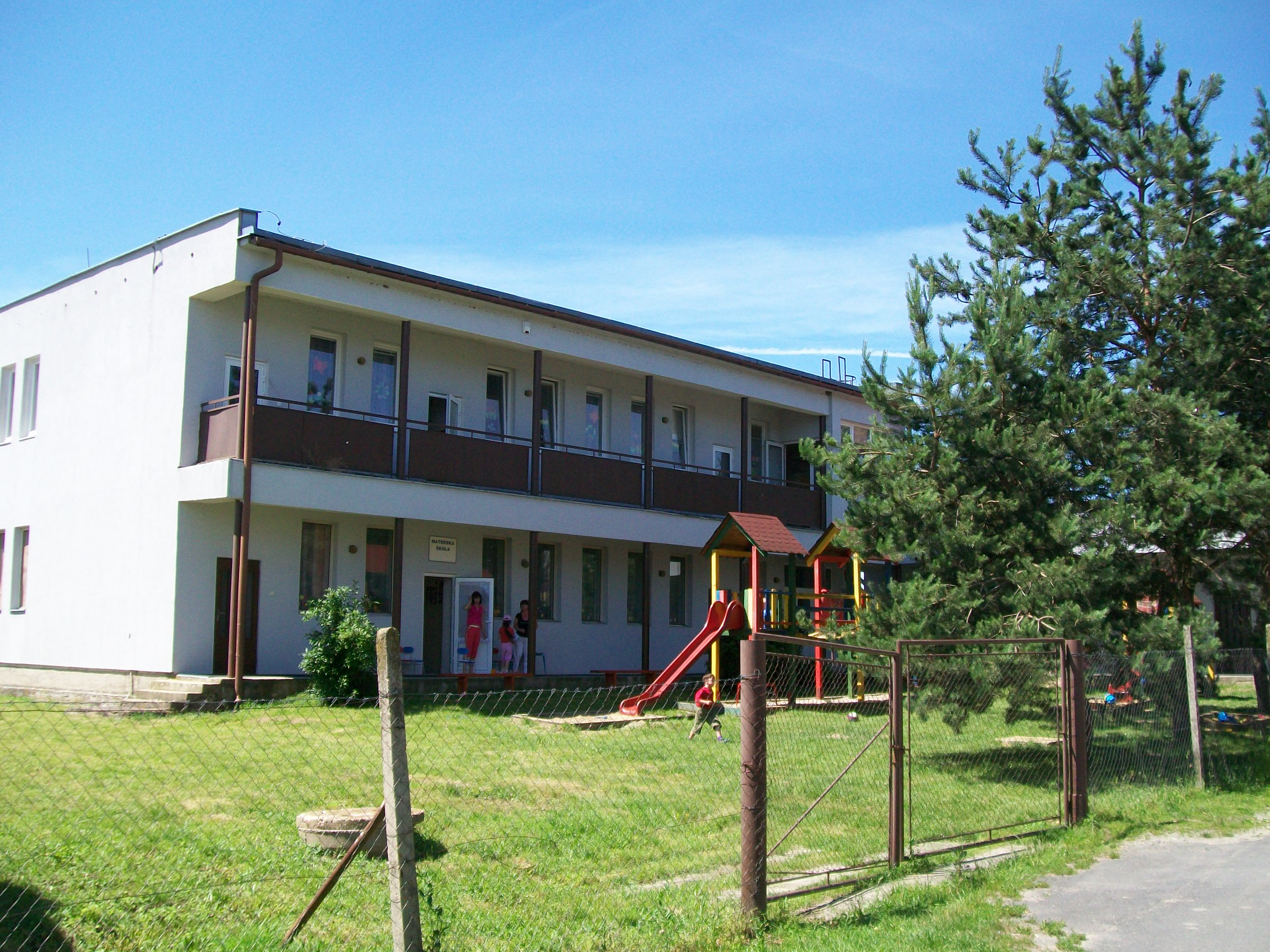
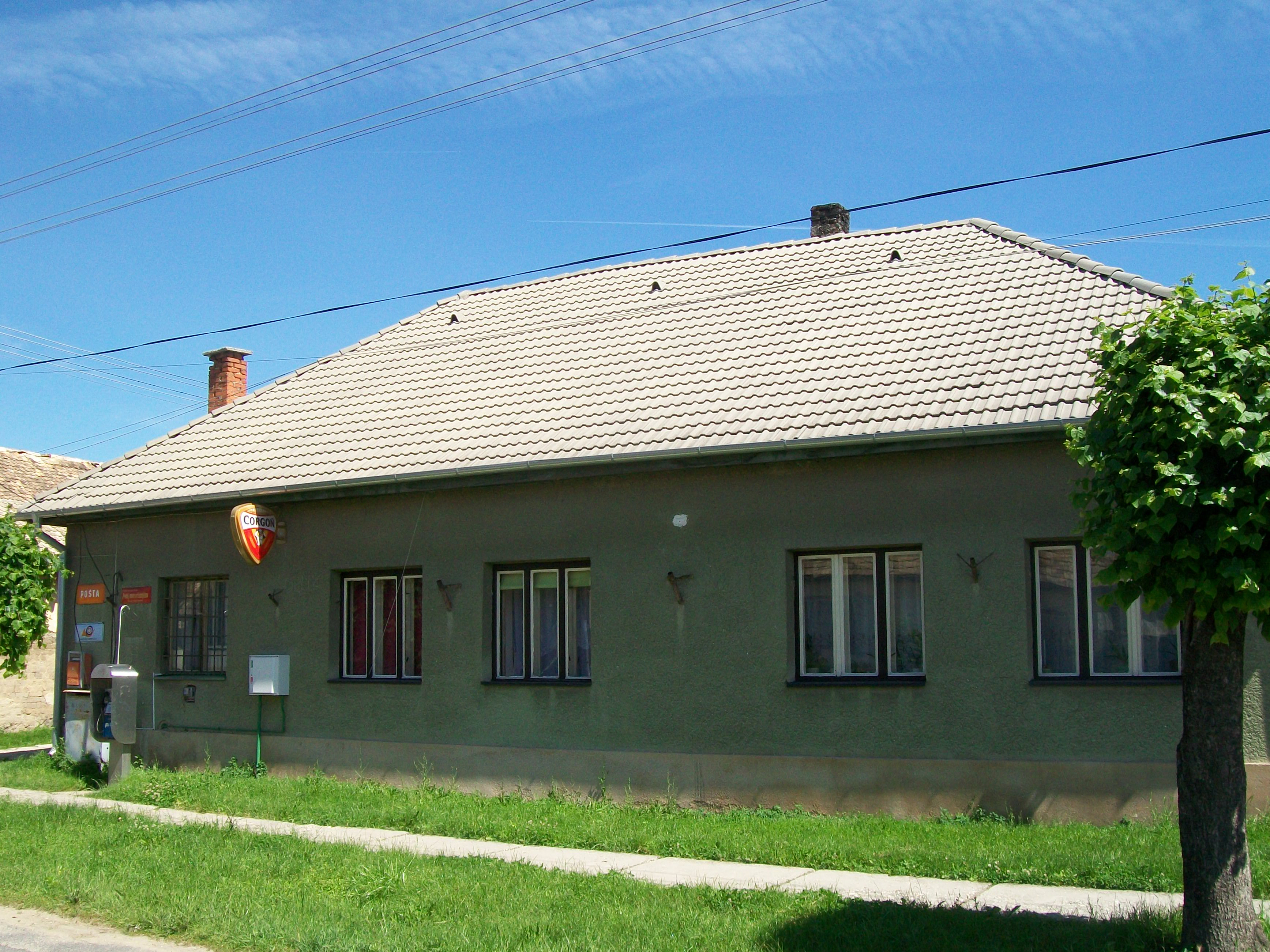
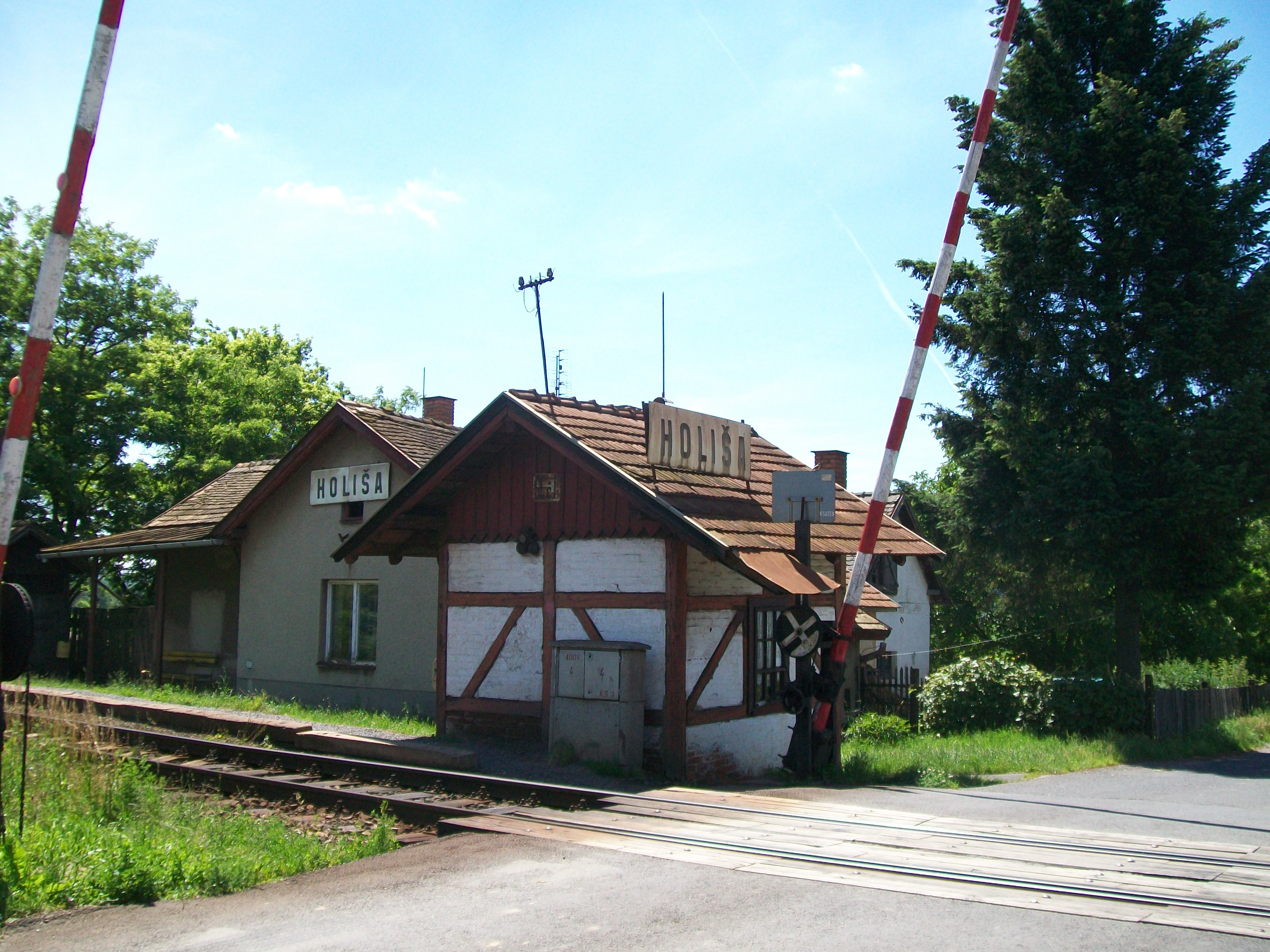

- A boldogságos Szűz Mária születésének szentelt római katolikus temploma 1900 körül épült, eklektikus stílusban.

## Külső hivatkozások
- Községinfó
- Ipolygalsa Szlovákia térképén
- E-obce.sk Archiválva 2008. február 7-i dátummal a Wayback Machine-ben